# Alfred Burger (Musiker)
Alfred Burger (* 23. April 1930 in Sigmaringendorf; † 11. Juni 2019) war ein deutscher Komponist und Musikverleger.
Er machte seine ersten Erfahrungen als Musiker mit einer Konzertzither, die er sich für zehn Reichsmark kaufte. Das Geld war ein Weihnachtsgeschenk des Fürsten Friedrich von Hohenzollern für die Kinder der bei den Fürstlich Hohenzollerischen Hüttenwerken Beschäftigten. Anschließend lernte Burger das Spiel auf Violine und Trompete. Als Trompeter spielte er dann bis zu seinem beruflich bedingten Wegzug nach Schwäbisch Gmünd im örtlichen Musikverein Sigmaringendorf. In Schwäbisch Gmünd gründete er ebenso wie in Bad Schussenried, wohin er 1962 zog, verschiedene Musikkapellen. Auch spielte er 18 Jahre lang im Streichorchester der Stadt Biberach an der Riß.
In dieser Zeit schrieb er immer mehr eigene Kompositionen und gründete schließlich 1975 einen eigenen Musikverlag, den Musikverlag Alfred Burger mit Schwerpunkt auf Blasmusik. Ab 1980 war der Verlag dann erfolgreich genug, dass Burger seinen bisherigen Hauptberuf aufgeben und sich auf die Verlags- und Komponistentätigkeit beschränken konnte. Zu seinen bekanntesten Kompositionen gehören das Tenorhorn-Solostück Zwei gute Freunde von 1987, das von Peter Fihn für Blasorchester arrangierte Werk Schwarz-Rot-Gold und der Marsch Musik-Kameraden, der 1978 eines seiner ersten selbst verlegten Stücke war.
Alle seine Werke wurden 2020 vom Musikverlag Bernhard Geiger (Kronach) übernommen und u. a. in der Edition Alfred Burger weitergeführt.